# نادي أتلتيكو فيروفياريو
نادي أتلتيكو فيروفياريو لكرة القدم (بالبرتغالية: Ferroviário Atlético Clube‏) ، هو نادي كرة قدم برازيلي، أسس سنة 1933 م

## وصلات خارجية
- الموقع الرسمي